# Mistrzostwa Polski Par Klubowych na Żużlu 1986
Mistrzostwa Polski Par Klubowych na Żużlu 1986 – zawody żużlowe, mające na celu wyłonienie medalistów mistrzostw Polski par klubowych w sezonie 1986. Rozegrano eliminację dla klubów II ligi, dwa turnieje półfinałowe oraz finał, w którym zwyciężyli zawodnicy Apatora Toruń.

## Finał
- Toruń, 24 kwietnia 1986
- Sędzia: Marek Czernecki

| Miejsce | Kluby                | Suma | Zawodnicy                                                     | Punkty                                             |
| ------- | -------------------- | ---- | ------------------------------------------------------------- | -------------------------------------------------- |
| złoto   | Apator Toruń         | 41   | Wojciech Żabiałowicz Grzegorz Śniegowski Stanisław Miedziński | 29 (5,5,5,5,4,5) 11 ( 1,4,2,1,–,3) 1 (–,–,–,–,1,–) |
| srebro  | Wybrzeże Gdańsk      | 36   | Mirosław Berliński Dariusz Stenka Zenon Plech                 | 7 (4,1,2,–,–,–) 16 (0,3,3,3,5,2) 13 (–,–,–,5,4,4)  |
| brąz    | Falubaz Zielona Góra | 28   | Andrzej Huszcza Maciej Jaworek Zbigniew Błażejczak            | 16 (4,3,d,3,5,1) 12 (3,1,4,1,3,0) ns               |
| 4       | Unia Leszno          | 35   | Roman Jankowski Zenon Kasprzak Grzegorz Sterna                | 18 (2,4,d,2,5,5) 17 (3,5,1,d,4,4) ns               |
| 5       | Polonia Bydgoszcz    | 29   | Bolesław Proch Zdzisław Rutecki Marek Ziarnik                 | 16 (4,2,2,4,2,2) 1 (1,u,–,–,–,–) 12 (–,–,5,5,1,1)  |
| 6       | ROW Rybnik           | 29   | Henryk Bem Piotr Pyszny Antoni Skupień                        | 17 (5,5,4,0,w,3) 2 (2,–,–,–,–,–) 10 (–,4,3,2,1,0)  |
| 7       | Unia Tarnów          | 31   | Eugeniusz Błaszak Bogusław Nowak Sławomir Tronina             | 14 (3,u,3,2,3,3) 17 (1,2,4,3,2,5) ns               |
| 8       | Kolejarz Opole       | 22   | Wojciech Załuski Karol Lis Roland Wieczorek                   | 21 (5,w,5,4,3,4) 1 (w,w,–,0,0,1) 0 (–,–,u,–,–,–)   |
| 9       | Stal Rzeszów         | 16   | Ryszard Czarnecki Janusz Stachyra Andrzej Surowiec            | 2 (0,2,–,–,–,–) 11 (2,3,d,4,2,d) 3 (–,–,w,1,0,2)   |

Uwaga: o kolejności miejsc 1-3, 4-6 i 7-9 decydowała ostatnia seria biegów, w których spotkały się drużyny bezpośrednio rywalizujące o te miejsca, uszeregowane według zdobytych do tej pory punktów.